# Pholidoptera littoralis
Pholidoptera littoralis är en insektsart som först beskrevs av Franz Xaver Fieber 1853.  Pholidoptera littoralis ingår i släktet Pholidoptera och familjen vårtbitare.

## Underarter
Arten delas in i följande underarter:
- P. l. insubrica
- P. l. similis
- P. l. littoralis